# Ljuddämpning
Ljuddämpning, ibland bullerdämpning, innebär att man minskar ljudet antingen i form av det totala ljudtrycket eller endast vissa specifika frekvenser. 
Inomhus använder man sig av olika typer av konstruktioner och material som att klä väggar och tak med speciella material som ger ljudabsortion. 
Man kan också använda en mer avancerad form av Aktiv Buller- och VibrationsReglering, som man gör i vissa flygplan, till exempel (framförallt i propellerplan) där man använder inbyggda högtalare som spelar upp bullret i motfas för att dämpa ljudet.